# Aborto en Nueva Jersey
El aborto en el estado estadounidense de Nueva Jersey es legal en todas las etapas del embarazo. A finales del siglo XX, la legislatura estatal redactó leyes favorables al aborto. Estas leyes fueron previamente debatidas en los tribunales a lo largo del siglo XIX, en relación con su aplicación en el enjuiciamiento de personas que podrían quedar embarazadas tras abortar. Durante la década de 1940, los hospitales crearon comités para aprobar las solicitudes de aborto, con el objetivo de intentar reducir el número de abortos que se practicaban. Actualmente, no hay tiempos de espera obligatorios ni se requiere el consentimiento de los padres en el caso de menores. El Centro de Derechos Reproductivos considera a Nueva Jersey uno de los estados con mayor protección del aborto en el país.

## Historia
El Comité sobre el Aborto se creó en el Hospital Monmouth Memorial de Long Branch durante la década de 1940 con el objetivo de reducir el número de abortos realizados por razones terapéuticas. El Dr. Robert A. MacKenzie, del Hospital Monmouth Memorial, afirmó sobre este proceso: «Ningún médico le pedirá al Comité que considere un caso que no haya estudiado con detenimiento ni sobre el que no tenga una opinión firme». MacKenzie añadió sobre los comités de revisión: «Ninguna mujer consentirá en ser llevada al hospital para un posible examen e interrogatorio a menos que sienta una necesidad imperiosa de ayuda».
En marzo de 2015, el entonces gobernador (y posteriormente candidato a la primaria presidencial republicana de Estados Unidos) Chris Christie emitió una declaración a la Lista Susan B. Anthony en la que decía que apoyaba la prohibición del aborto a las 20 semanas de embarazo.
En septiembre de 2018, el senador de Nueva Jersey Cory Booker publicó documentos relacionados con la postura de Brett Kavanaugh sobre el aborto cuando Kavanaugh se desempeñaba como miembro del personal en la Casa Blanca del presidente George W. Bush.
Con la aprobación de leyes restrictivas sobre el aborto en estados como Alabama y Georgia a principios de 2019, algunas empresas anunciaron su boicot a estos estados. El alcalde de Birmingham, Randall Woodfin, afirmó que estos boicots probablemente implicarían que dos empresas tecnológicas no se establecerían en la ciudad. Otros estados intentaron aprovechar esta situación política, como Nueva Jersey, donde el actual gobernador, Phil Murphy, publicó una declaración que decía: «Nueva Jersey está abierta a cualquier empresa que, ante el ataque al derecho de la mujer a decidir perpetrado por estados como Alabama y Georgia, busque un hogar que reconozca los derechos constitucionales básicos. [...] Nueva Jersey no solo ofrece un clima empresarial favorable, sino que también mantiene sus valores progresistas, que incluyen la defensa del derecho de la mujer a decidir».

### Historia legislativa
A fines del siglo XIX, todos los estados de la Unión, excepto Luisiana, tenían excepciones terapéuticas en sus prohibiciones legislativas sobre los abortos. En el siglo XIX, las prohibiciones de las legislaturas estatales sobre el aborto buscaban proteger la vida de la madre, dada la cantidad de muertes causadas por abortos; los gobiernos estatales se veían a sí mismos como responsables de velar por la vida de sus ciudadanos.
En enero de 2015, se debatió una "Ley de Protección de Niños No Nacidos Capaces de Sentir Dolor", pero finalmente se retiró porque las mujeres republicanas en la Cámara de Representantes de Nueva Jersey expresaron una oposición activa al proyecto de ley, con una queja importante siendo que la única excepción era en caso de violación y solo si la mujer había denunciado la violación a la policía.
A partir de 2017, los estados de Washington, Nuevo México, Ilinés, Alaska, Maryland, Masachusets, Connecticut y Nueva Jersey permiten que profesionales no médicos cualificados receten medicamentos solo para abortos médicos. A principios de 2018, el senador estatal Jeff Van Drew retiró discretamente su patrocinio de un proyecto de ley que apoyaba el consentimiento de los padres antes de que una menor pudiera solicitar un aborto en Nueva Jersey. A marzo de 2019, Nueva Jersey seguía siendo uno de los pocos estados del país que carecía de consentimiento obligatorio para que las menores se sometieran a un aborto, ya sea mediante notificación a los padres o derivación judicial. También existían leyes que permitían a las mujeres dejar a sus recién nacidos en ciertos lugares designados sin proporcionar su información de contacto y sin enfrentar consecuencias legales por el abandono infantil; dicha ley se denomina ley de refugio seguro. A partir de mayo de 2018, el estado no exigía períodos de espera ni el consentimiento obligatorio de los padres para los abortos ni prohibía la financiación estatal de los abortos.
En enero de 2021, el gobernador Phil Murphy promulgó la Ley de Libertad de Elección Reproductiva, que preserva el derecho a obtener un aborto, cumpliendo así una promesa de campaña de reelección. La ley se aprobó en previsión de una posible decisión de la Corte Suprema de revocar el caso Roe contra Wade, lo cual se consideró probable tras el nombramiento de Amy Coney Barrett para la corte.

### Historia judicial
En 1858, la Corte Suprema de Nueva Jersey declaró sobre una mujer: «Su culpabilidad o inocencia sigue siendo un derecho consuetudinario. Su delito, según el derecho consuetudinario, atenta contra la vida del niño... La ley la considera víctima del delito, no criminal, objeto de protección, no de castigo». La decisión de la Corte Suprema de Estados Unidos en el caso Roe contra Wade de 1973 implicó que el estado ya no pudiera regular el aborto en el primer trimestre. Sin embargo, la Corte Suprema revocó el caso Roe contra Wade en Dobbs contra Jackson Women's Health Organization , n.° 19-1392 , 597 U.S. ___ (2022) más tarde en 2022, aunque el aborto sigue estando legalmente protegido en Nueva Jersey.

### Historial clínico

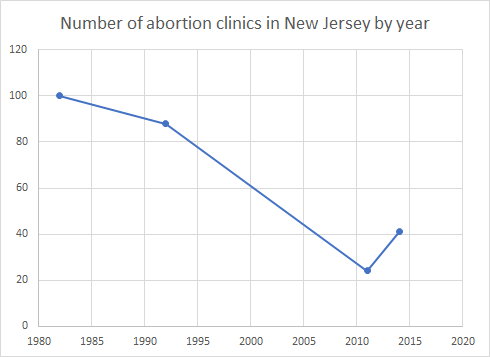
Número de clínicas de aborto en Nueva Jersey por año

Entre 1982 y 1992, el número de clínicas de aborto en el estado disminuyó en doce, pasando de 100 en 1982 a 88 en 1992. Durante la década de 1990, Steven C. Brigham abrió clínicas abortivas en Nueva Jersey.Mientras trabajaba en sus clínicas, Brigham realizó una serie de abortos fallidos, incluyendo abortos tardíos. Estos fueron investigados y más tarde resultaron en que Brigham perdiera su licencia médica. En 1996, el estado tenía 94 clínicas de aborto y fue uno de los tres únicos en ganar clínicas en el período entre 1992 y 1996. En 2011, había 64 instalaciones que proporcionaban abortos, de las cuales 24 eran clínicas de aborto. En 2014, había 79 centros que proporcionaban abortos, de los cuales 41 eran clínicas de aborto. En 2014, el 33% de los condados del estado no contaban con una clínica de aborto. Ese año, el 23% de las mujeres del estado de entre 15 y 44 años vivían en un condado sin una clínica de aborto. En marzo de 2016, había 26 clínicas de Planned Parenthood en el estado. En 2017, había 26 clínicas de Planned Parenthood en un estado con una población de 2.046.346 mujeres de entre 15 y 49 años, de las cuales 22 ofrecían servicios de aborto.
En 2014, Steven C. Brigham perdió su licencia médica y la Junta Examinadora de Médicos de Nueva Jersey le ordenó vender su propiedad en seis clínicas de aborto.
Vikram Kaji era propietario de una cadena de clínicas de aborto en Nueva Jersey en 2019, pero su licencia médica fue revocada en enero de 2019 debido a discapacidades físicas y mentales derivadas de un derrame cerebral. Como parte de su acuerdo, cuando le revocaron la licencia, acordó venderlas en abril de 2019. Este acuerdo también incluía una cláusula que permitía a los reguladores estatales destituir a Steven C. Brigham, de 62 años, como cofundador de siete de esas clínicas.

## Encuestas sobre el apoyo y la regulación del aborto
Según un informe publicado en 2022 por The Covid State Project, el aborto electivo legal en Nueva Jersey cuenta con apoyo, pero este es mucho menor en las edades más avanzadas del feto.
| 2022 - Proyecto Estatal Covid                                              | Soporte (S) | Oponerse (O) | ni S ni O | Sin opinión | Intervalo de error |
| -------------------------------------------------------------------------- | ----------- | ------------ | --------- | ----------- | ------------------ |
| Apoyo al aborto para proteger la salud de la mujer                         | 47          | 18           | 22        | 13          | 6                  |
| Apoyo al aborto en el embarazo causado por violación                       | 66          | 10           | 13        | 11          | 6                  |
| Apoyo al aborto por razones económicas                                     | 36          | 32           | 19        | 13          | 6                  |
| Apoyo para el aborto por problemas de salud fetal o defectos de nacimiento | 55          | 14           | 18        | 13          | 6                  |
| Apoyo al aborto si una mujer no quiere quedar embarazada                   | 44          | 25           | 21        | 11          | 6                  |
| Apoyo al aborto después de la viabilidad fetal                             | 22          | 40           | 20        | 18          | 6                  |
| Apoyo para el aborto después de las 6 semanas de embarazo                  | 39          | 28           | 20        | 13          | 6                  |
| Apoyo para el aborto después de detectar el latido fetal                   | 34          | 34           | 21        | 11          | 6                  |

## Estadísticas
En el período entre 1972 y 1974, el estado tuvo una tasa de mortalidad por aborto ilegal por millón de mujeres de 15 a 44 años de entre 0,1 y 0,9. En 1990, 1.042.000 mujeres en el estado enfrentaron el riesgo de un embarazo no deseado. En 2013, entre las mujeres blancas de 15 a 19 años, hubo 1110 abortos, 2230 abortos para mujeres negras de 15 a 19 años, 470 abortos para mujeres hispanas de 15 a 19 años y 860 abortos para mujeres de todas las demás razas. En 2014, el 61% de los adultos dijo en una encuesta del Pew Research Center que el aborto debería ser legal en todos o la mayoría de los casos. El Atlas de Valores Estadounidenses de 2023 informó que, en su encuesta más reciente, el 72% de los habitantes de Nueva Jersey afirmó que el aborto debería ser legal en todos o la mayoría de los casos. En 2017, el estado tuvo una tasa de mortalidad infantil de 4,5 muertes por cada 1000 nacidos vivos.
El número de clínicas de aborto en Nueva Jersey ha estado disminuyendo en los últimos años, pasando de 100 en 1982 a 88 en 1992 y a 41 en 2014. La financiación estatal a través de Medicaid estaba disponible para las mujeres pobres que necesitaban abortos, con 10.277 abortos financiados por el estado en 2010. Se realizaron 24.454 abortos legales en 2014, cifra que llegó a 48.110 abortos en Nueva Jersey en 2017.
| División del censo y estado | Número  | Número  | Número  | Tasa | Tasa | Tasa | % de cambio 1992–1996 |
| --------------------------- | ------- | ------- | ------- | ---- | ---- | ---- | --------------------- |
| División del censo y estado | 1992    | 1995    | 1996    | 1992 | 1995 | 1996 | % de cambio 1992–1996 |
| Atlántico Medio             | 300.450 | 278.310 | 270.220 | 34.6 | 32.7 | 32   | –8                    |
| Nueva Jersey                | 55.320  | 61.130  | 63.100  | 31   | 34.5 | 35.8 | 16                    |
| Nueva York                  | 195.390 | 176.420 | 167.600 | 46.2 | 42.8 | 41.1 | –11                   |
| Pensilvania                 | 49.740  | 40.760  | 39.520  | 18.6 | 15.5 | 15.2 | –18                   |

| Ubicación                                                                                                   | Residencia | Residencia | Residencia   | Aparición | Aparición | Aparición    | % obtenido por residentes de fuera del estado | Año  | Referencia |
| --- | ---------- | ---------- | ------------ | --------- | --------- | ------------ | --------------------------------------------- | ---- | ---------- |
| Ubicación                                                                                                   | Número     | Tasa^      | Proporción^^ | Número    | Tasa^     | Proporción^^ | % obtenido por residentes de fuera del estado | Año  | Referencia |
| Nueva Jersey                                                                                                |            |            |              | 55.320    | 31        |              |                                               | 1992 | [ 16 ]     |
| Nueva Jersey                                                                                                |            |            |              | 61.130    | 34.5      |              |                                               | 1995 | [ 16 ]     |
| Nueva Jersey                                                                                                |            |            |              | 63.100    | 35.8      |              |                                               | 1996 | [ 16 ]     |
| Nueva Jersey                                                                                                | 24.454     | 14.2       | 237          | 24.181    | 14.0      | 234          | 5.2                                           | 2014 | [ 29 ]     |
| Nueva Jersey                                                                                                | 24.563     | 14.4       | 239          | 24.470    | 14.3      | 238          | 5.5                                           | 2016 | [ 30 ]     |
| ^número de abortos por cada 1.000 mujeres de 15 a 44 años; ^^número de abortos por cada 1.000 nacidos vivos |            |            |              |           |           |              |                                               |      |            |

## Financiación del aborto
Diecisiete estados, incluyendo Nueva Jersey, utilizan sus propios fondos para cubrir todos o la mayoría de los abortos "médicamente necesarios" solicitados por mujeres de bajos ingresos a través de Medicaid, trece de los cuales están obligados a hacerlo por órdenes judiciales estatales. En 2010, el estado registró 10,277 abortos financiados con fondos públicos, de los cuales ninguno recibió financiación federal y 10,277 fueron financiados por el estado.
El actual gobernador Phil Murphy aprobó un proyecto de ley que aprueba la asignación de $9.5 millones de dólares de los contribuyentes estatales a Planned Parenthood después de que el presidente Donald Trump prohibiera que las clínicas que informan a las pacientes dónde pueden obtener abortos o las clínicas que ofrecen abortos recibieran ayuda federal. En 2022, la financiación de los contribuyentes a Planned Parenthood se duplicó a $19.9 millones.

## Opiniones y actividades favorables al derecho al aborto

### Protestas
El estado cuenta con una comunidad activista por el derecho al aborto. Mujeres del estado participaron en marchas en apoyo al derecho al aborto como parte del movimiento #StoptheBans en mayo de 2019.
Tras la revocación de Roe contra Wade el 24 de junio de 2022, se llevaron a cabo protestas por el derecho al aborto en Teaneck, Morristown y South Orange el 24 de junio. El 26 de junio, las protestas continuaron por tercer día en Fair Lawn, la Ciudad de Jersey y en Hoboken.

## Opiniones y actividades contrarias al derecho al aborto

### Puntos de vista
El gobernador Chris Christie declaró en marzo de 2015: «Cuando me preparaba para mi candidatura a gobernador de Nueva Jersey, hubo quienes me dijeron que de ninguna manera sería elegido como candidato provida . [...] Les dije que estaban equivocados, que los votantes aceptarían la sinceridad de mis creencias aunque opinaran diferente. Hoy, soy un ejemplo vivo de que ser provida no es una carga política en ningún lugar de Estados Unidos».

### Violencia
El 14 de febrero de 2018, Marckles Alcius, un haitiano de 34 años, robó un camión de panadería y lo estrelló contra una clínica de Planned Parenthood en East Orange, hiriendo a tres personas. Se declaró culpable de agresión con agravantes, causar lesiones o daños y estar en posesión del camión robado. Fue condenado a 10 años de prisión.

## Abortos de menores sin consentimiento de los padres
En el estado de Nueva Jersey, las menores de edad pueden acceder a servicios de aborto sin el consentimiento de sus padres. Siempre que la menor haya obtenido la información necesaria, como los riesgos y las alternativas, puede dar su consentimiento informado para estos servicios sin el consentimiento de sus padres. Todos los profesionales de la salud están obligados por ley a cumplir con las normas de confidencialidad de la HIPAA, a menos que se sospeche que la menor es víctima de abuso o negligencia infantil, se autolesione o se dañe a otros, o esté incluida en la lista del seguro que la menor intente utilizar.